# Вишня железистая
Вишня железистая (лат. Prunus glandulosa) — вид деревьев рода Слива (Prunus) семейства Розовые (Rosaceae).

## Ботаническое описание
Вишня железистая представляет собой достигающий в высоту полутора метров карликовый многоствольный кустарник, который может расти как небольшими группами, так и поодиночке. Его изящные и тонкие темно-красные ветки очень гибки. Они дугообразно склоняются вниз, придавая кустарнику шарообразную форму. Диаметр крон составляет 1,5—1,7 м.

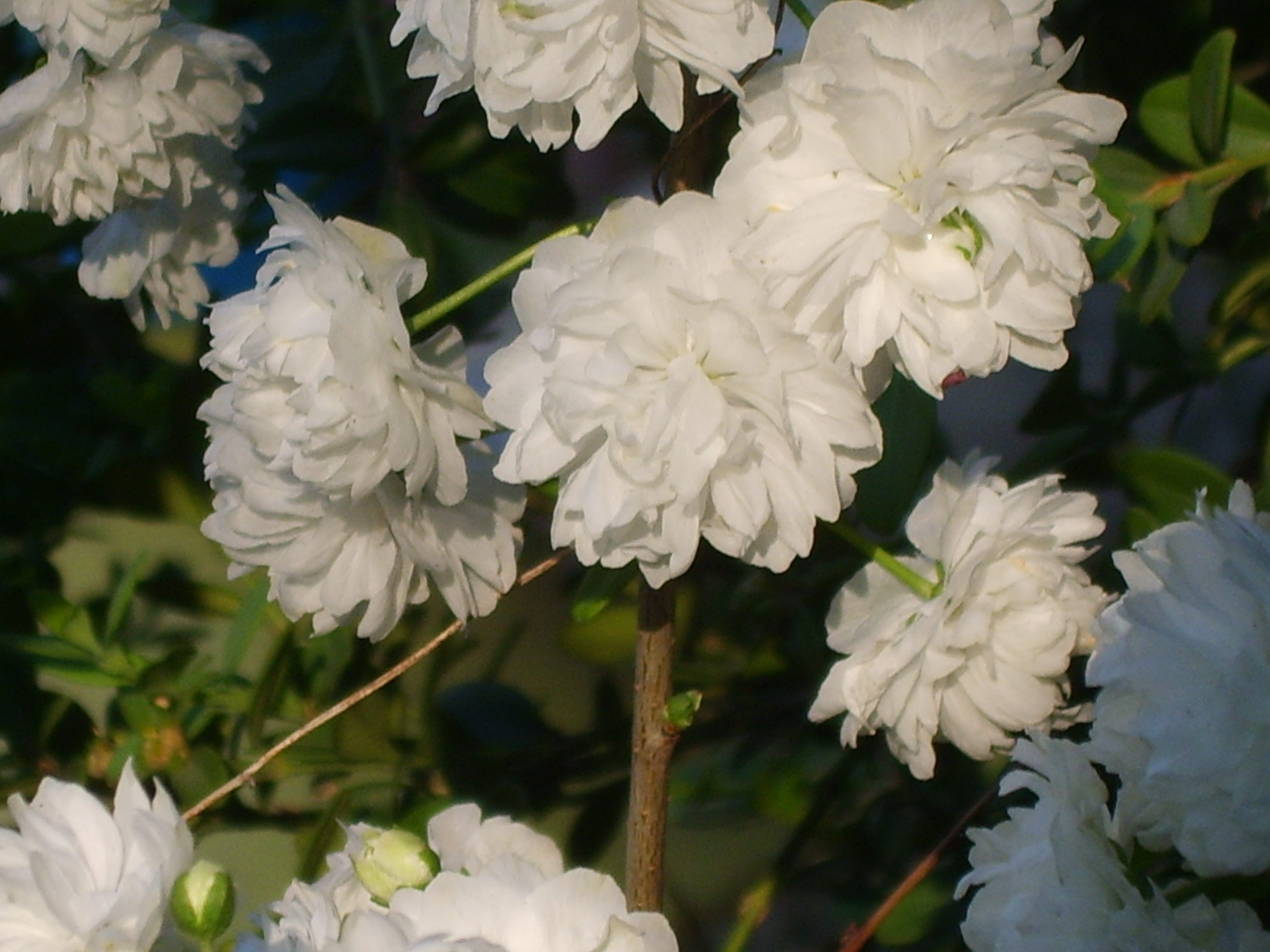
Цветы вишни железистой.

Листья продолговатые, ланцетные либо широкие, их длина обычно не превышает 8 см. Верхняя часть листа как бы оттянута, края имеют форму зубчиков и светло-зеленый оттенок. У одиночных цветков лепестки пазушные, розовые.
Плоды у железистой вишни маленькие, шаровидные, имеют ярко-красный оттенок, по мере созревания становятся практически черными. Кожура тонкая, мякоть достаточно сухая, верх косточки острый. Ягоды имеют горько-сладкий вкус, созревать начинают в августе. В пищу не употребляют.

## Распространение и экология
Железистая вишня очень широко распространена в Северном Китае, а также в Японии и в Корее. А на территории России ее можно увидеть в Приморском крае, в Европе она растет в парках и садах.

## Значение и применение
Медоносное растение. Интенсивно посещается пчёлами для сбора нектара и пыльцы.

## Заболевания
Вредителям практически не подвержена.
При неправильном уходе ослабевает иммунитет декоративной культуры, растения поражаются бактериями, грибками, начинают хуже развиваться и расти, деформируется листовая пластина, ухудшается густота цветения.